# Éxodo (álbum)
Éxodo es el cuarto álbum de estudio del cantante mexicano Peso Pluma. Fue lanzado el 20 de junio del 2024 a través de Double P Records. Éxodo es un álbum doble. Contiene un total de 24 temas, el primer disco conteniendo 16 temas de los géneros regional mexicano y corridos tumbados, y el segundo disco que contiene ocho temas de los géneros más urbanos como el trap o reguetón.
El álbum cuenta con apariciones especiales de Junior H, Eslabón Armado, Jasiel Nuñez, Neton Vega, Tito Double P, Joel de la P, Luis R. Conriquez, Óscar Maydon, Chino Pacas, Estevan Plazola, Iván Cornejo, Natanael Cano, Gabito Ballesteros, y el disco 2 con apariciones de Rich the Kid, Cardi B, Quavo, Arcángel, Anitta, Ryan Castro, Kenia Os y DJ Snake. La producción estuvo a cargo de diversos productores, entre ellos Alexis Fierro, Dímelo Flow, DJ Durel, Ernesto Fernández, Hassan Kabande, Ricardo Hernández «Makabelico» entre otros.

## Antecedentes y lanzamiento
Luego de que Peso Pluma alcanzará rápidamente la fama en 2023 por varios de algunos de sus grandes éxitos, como su tercer álbum de estudio GÉNESIS y varios temas más. En abril de 2024, el título del álbum fue revelado por primera vez en el anuncio de la gira en Estados Unidos, que también lo acompaña con el mismo nombre y semanas más tarde el álbum fue revelado en una historia de portada con Rolling Stone, convirtiéndose en el primer artista mexicano en hacerlo, donde afirmó que GÉNESIS mostró su «lado de supethéroe» y que ÉXODO mostraría su «lado oscuro» y sería lanzado como respuesta a las críticas. En los IHeartRadio Music Awards 2024, Peso Pluma ganó los premios a canción Regional Mexicana (por «Ella baila sola con Eslabón Armado) y Artista Regional Mexicano del Año, había revelado que Éxodo se lanzaría en supuestamente en mayo. Peso Pluma, dirigido por George Prajin, luego firma un acuerdo de distribución global con Creative Artists Agency, desde donde planea distribuir el álbum. El 8 de mayo, se publicaría un adelanto del álbum, al igual que la fecha de lanzamiento del álbum fue revelada oficialmente, programada para ser lanzado el 20 de junio, junto con el lanzamiento del sencillo «LA DURANGO» que se lanzaría al día siguiente. El 24 de mayo, se reveló la lista de canciones de los dos discos del álbum. Y finalmente, el lanzamiento. El 20 de junio de 2024 se lanzaría Éxodo. A las pocas semanas de su lanzamiento, el álbum fue ganando popularidad y números en redes sociales y en Spotify rápidamente, mostrando dominio en algunas de las listas más populares de YouTube y Spotify. Así como en álbum, algunas de sus canciones se volvieron muy populares, así como «LA PATRULLA» con Neton Vega«HOLLYWOOD» con Estevan Plazola «MAMI» con Chino Pacas, entre otras. Con los meses, «ÉXODO» fue ganando popularidad y posicionandose en las mejores listas gracias al desempeño del grupo y de Hassan.

## Grabación y composición
La grabación y composición de Éxodo comenzó tiempo después del lanzamiento de Génesis (2023) y antes de que recibiera su premio Grammy en 2024, precisamente en un año y medio. Según Peso Pluma, la grabación se llevó a cabo en ciudades como Los Ángeles, Miami y Nueva York, incluido México; su banda de gira contribuyó con los instrumentos para el primer disco del álbum, mientras que artistas de su sello, Double P Records, contribuyeron con su producción y composición, incluido su primo Tito "Double P" Laija. En las sesiones de grabación de Génesis, se grabaron alrededor de 40 canciones y solo 17 de ellas se utilizaron para el álbum.
Mientras era entrevistado por Rolling Stone, se llevó a cabo una sesión de grabación para el álbum en Lab Studios en Coconut Grove, Miami, Florida, donde el productor estadounidense Edgar Barrera y el también compositor Alexis Fierro aparecieron en el proceso. También trabajó con el también productor Ernesto Fernández, quien ayudó a producir Génesis, para producir la totalidad del primer disco del álbum. Se utilizó un bajo eléctrico y un bajoloche en la grabación de «SOLICITADO» en lugar de un tradicional tololoche, mientras que la canción «ICE», que comienza con una muestra hablada por el luchador estadounidense Ric Flair, fue una de las últimas canciones en agregarse al álbum. Además, Edgar Barrera contribuyó a cuatro pistas del álbum; coescribió y coprodujo «SANTAL 33» y «14 - 14», mientras que solo coescribió «VINO TINTO» y «TOMMY & PAMELA». La producción de «PUT EM IN THE FRIDGE» también estuvo a cargo de Charlie Handsome y Fresh.

## Lista de canciones
| Lista de canciones de Éxodo (disco 1) |                                                           | | |          |  |
| N.º                                   | Título                                                    | Escritor(es) | Productor(es)                                                                                       | Duración |  |
| 1.                                    | «LA DURANGO» (junto a Junior H y Eslabón Armado)          | Abraham Reyes Pérez Daniel Hernández Rangel | Ernesto Fernández Jesús Iván Leal Reyes Peso Pluma                                                  | 4:22     |  |
| 2.                                    | «ME ACTIVO» (junto a Jasiel Núñez)                        | Hassan Emilio Kabande Lajia Jasiel Núñez Jesús Eduardo Ontiveros Reyes                                                                                   | Peso Pluma Jesús Iván Leal Ernesto Fernández                                                        | 2:55     |  |
| 3.                                    | «LA PATRULLA» (junto a Netón Vega)                        | Luis Ernesto Vega Carvajal | Peso Pluma Jesús Iván Leal Ernesto Fernández                                                        | 2:10     |  |
| 4.                                    | «LA PEOPLE II» (junto a Tito Double P y Joel De La P)     | Jesús Roberto Laija García Joel Portillo | Ernesto Fernández Jassiel Ramos Joel de la P Peso Pluma Tito Double P                               | 2:21     |  |
| 5.                                    | «SR. SMITH» (junto a Luis R. Conriquez)                   | Jesús Roberto Laija García | Peso Pluma Jesús Iván Leal Ernesto Fernández                                                        | 2:41     |  |
| 6.                                    | «ROMPE LA DOMPE» (junto a Junior H y Óscar Maydon)        | Alexis Fierro | Alexis Fierro Peso Pluma Antonio Pérez Óscar Maydon Cristian Osorio Ernesto Fernández Jimmy Humilde | 2:45     |  |
| 7.                                    | «MAMI» (junto a Chino Pacas)                              | Jesús Roberto Laija García Miguel Armenta Estevan Plazola                                                                                                | Peso Pluma Jesús Iván Leal Ernesto Fernández                                                        | 3:09     |  |
| 8.                                    | «BELANOVA» (junto a Tito Double P)                        | Jesús Roberto Laija García Daniel Candia | Peso Pluma Jesús Iván Leal Ernesto Fernández                                                        | 2:44     |  |
| 9.                                    | «BRUCE WAYNE»                                             | Estevan Plazola Hassan Emilio Kabande Lajia | Peso Pluma Jesús Iván Leal Ernesto Fernández                                                        | 3:34     |  |
| 10.                                   | «HOLLYWOOD» (junto a Estevan Plazola)                     | Estevan Plazola | Peso Pluma Jesús Iván Leal Ernesto Fernández                                                        | 4:44     |  |
| 11.                                   | «RELOJ» (junto a Iván Cornejo)                            | Alfredo Manzo Hassan Emilio Kabande Lajia Iván Cornejo                                                                                                   | Peso Pluma Jesús Iván Leal Ernesto Fernández Frank Río                                              | 3:52     |  |
| 12.                                   | «ICE»                                                     | Dante Luna Hassan Emilio Kabande Lajia Brandon Israel Barrales Chávez Ric Flair                                                                          | Peso Pluma Jesús Iván Leal Ernesto Fernández                                                        | 4:24     |  |
| 13.                                   | «SOLICITADO»                                              | Yahir Macías Carranza Hassan Emilio Kabande Lajia Brandon Israel Barrales Chávez                                                                         | Peso Pluma Jesús Iván Leal Ernesto Fernández                                                        | 3:29     |  |
| 14.                                   | «SANTAL 33» (junto a Óscar Maydon)                        | Hassan Emilio Kabande Lajia Iván Gamez Edgar Barrera Óscar René Maydon Mesa Alexis Fierro Jesús Eduardo Ontiveros Reyes                                  | Peso Pluma Edgar Barrera Jesús Iván Leal Ernesto Fernández                                          | 3:10     |  |
| 15.                                   | «VINO TINTO» (junto a Natanael Cano y Gabito Ballesteros) | Iván Gamez Hassan Emilio Kabande Lajia Edgar Barrera Óscar René Maydon Mesa Alexis Fierro Jesús Eduardo Ontiveros Reyes Juliette Lewis Ricardo Hernández | Peso Pluma Jesús Iván Leal Ernesto Fernández Julia Lewis                                            | 4:05     |  |
| 16.                                   | «14 - 14»                                                 | Hassan Emilio Kabande Lajia Edgar Barrera Alfredo Manzo Estevan Plazola Iván Gamez                                                                       | Peso Pluma Edgar Barrera Jesús Iván Leal Ernesto Fernández                                          | 3:07     |  |
| 78:18                                 |                                                           | | |          |  |

| Lista de canciones de Éxodo (disco 2) |                                          | |                                   |          |  |
| N.º                                   | Título                                   | Escritor(es) | Productor(es)                     | Duración |  |
| 17.                                   | «GIMME A SECOND» (junto a Rich the Kid)  | Dimitri Leslie Roger Hassan Emilio Kabande Laija Daryl McPherson Grant Dickinson                                                                                                 | Lab Cook DJ Durel                 | 2:53     |  |
| 18.                                   | «PUT EM IN THE FRIDGE» (junto a Cardi B) | Hassan Emilo Kabande Lajia Belcalis Marlenis Almánzar Cephus Carlos Alberto Butter Águila Charlie Handsome Fresh Jean C. Hernández Espinell Mateo Dorado Siggy Vázquez Rodríguez | Charlie Handsome Fresh            | 2:34     |  |
| 19.                                   | «PA NO PENSAR» (junto a Quavo)           | Hassan Emilio Kabande Lajia Quavious Keyate Marshall Andrew Watt Henry Walter Estevan Plazola Rogét Chahayed                                                                     | Andrew Watt Rogét Chahayed Cirkut | 3:20     |  |
| 20.                                   | «PESO COMPLETO» (junto a Arcángel)       | Hassan Emilio Kabande Lajia Austín Agustín Santos Carlos Domínguez Roberto Rodríguez Jorge Váldez Marvin Hawkins                                                                 | Dímelo Flow DJ Maff               | 3:13     |  |
| 21.                                   | «BELLAKEO» (junto a Anitta)              | Hassan Emilio Kabande Lajia Larissa de Macedo Machado Mario Cáceres Jorge Alberto Erazo Ángel Sandoval Juan Daniel Arias Omar José Pulido Vicari Santiago Gabriel Ruíz           | Mario Cáceres Jorge Milliano      | 3:17     |  |
| 22.                                   | «MALA» (junto a Ryan Castro)             | Hassan Emilio Kabande Lajia Bryan David Castro Sosa Santiago Orrego Gallego | SOG                               | 2:52     |  |
| 23.                                   | «TOMMY & PAMELA» (junto a Kenia Os)      | Hassan Emilio Kabande Lajia Edgar Barrera Juan G. Rivera Carlos Enrique Ortiz Rivera Kenia Guadalupe Flores Osuna Mechi Pieretti                                                 | Chris Jedi Gaby Music             | 3:29     |  |
| 24.                                   | «TEKA» (junto a DJ Snake)                | Hassan Emilio Kabande Lajia Justin Rafael Quiles Rivera | DJ Snake                          | 2:43     |  |
| 77:56                                 |                                          | |                                   |          |  |

## Listas
| Lista (2024)                             | Mejor posición |
| ---------------------------------------- | -------------- |
| Estados Unidos (Billboard 200)           | 5              |
| Estados Unidos (Regional Mexican Albums) | 1              |
| Estados Unidos (Top Latin Albums)        | 1              |
| España (PROMUSICAE)                      | 68             |

## Certificaciones
| País           | Organismo certificador | Certificación    | Ventas certificadas | Ref.   |
| -------------- | ---------------------- | ---------------- | ------------------- | ------ |
| Estados Unidos | RIAA                   | 11x Platino      | 660 000             | [ 21 ] |
| México         | AMPROFON               | 2x Platino + Oro | 350 000             | [ 22 ] |